# Рубежница (Кировская область)
Рубежница — деревня в Слободском районе Кировской области. Является административным центром Ленинского сельского поселения.

## География
Находится на расстоянии примерно менее 1 км на запад от поселка Вахруши.

## История
Известна с 1939 года. В 1950 году здесь было учтено дворов 32 и жителей 101. В 1989 году проживало 52 человека. Деревня была создана как центральная усадьба колхоза имени В. И. Ленина.

## Население
Постоянное население составляло 44 человека (русские 68 %) в 2002 году, 42 в 2010.